# César pro nejlepší vizuální efekty
César pro nejlepší vizuální efekty je jedna z kategorií francouzské filmové ceny César. Kategorie byla založena v roce 2022.

## Vítězové a nominovaní

### 20. léta
- 2022: Annette – Guillaume Pondard
  - Hlas lásky – Sébastien Rame
  - Eiffel – Olivier Cauwet
  - Ztracené iluze – Arnaud Fouquet a Julien Meesters
  - Titan – Martial Vallanchon

- 2023: Notre-Dame v plamenech – Laurens Ehrmann
  - Pět ďáblů – Guillaume Marien
  - Kouření způsobuje kašel – Sébastien Rame
  - Novembre – Mikaël Tanguy
  - Pacifiction – Marco Del Bianco

- 2024: Říše zvířat – Cyrille Bonjean, Bruno Sommier a Jean-Louis Autret
  - Smrtící déšť – Thomas Duval
  - La Montagne – Lise Fischer a Cédric Fayolle
  - Tři mušketýři: D'Artagnan a Tři mušketýři: Milady – Olivier Cauwet
  - Havěť – Léo Ewald

- 2025: Emilia Pérez – Cédric Fayolle
  - Šelma – Cédric Fayolle, Hugues Namur a Émilien Lazaron
  - Hrabě Monte Christo – Olivier Cauwet
  - Aznavour – Stéphane Dittoo